# 南幌神社
南幌神社（なんぽろじんじゃ）は、北海道空知郡南幌町緑町5丁目6-1に所在する神社。
旧社格は村社。かつては幌向神社（ほろむいじんじゃ）と呼ばれた。

## 祭神
- 天照大御神（あまてらすおおみかみ）
- 八幡大神（はちまんおおかみ）
- 伊弥彦大神（いやひこのおおかみ）
- 白鳥大神（しらとりのおおかみ）

## 歴史

### 幌向村内の諸社

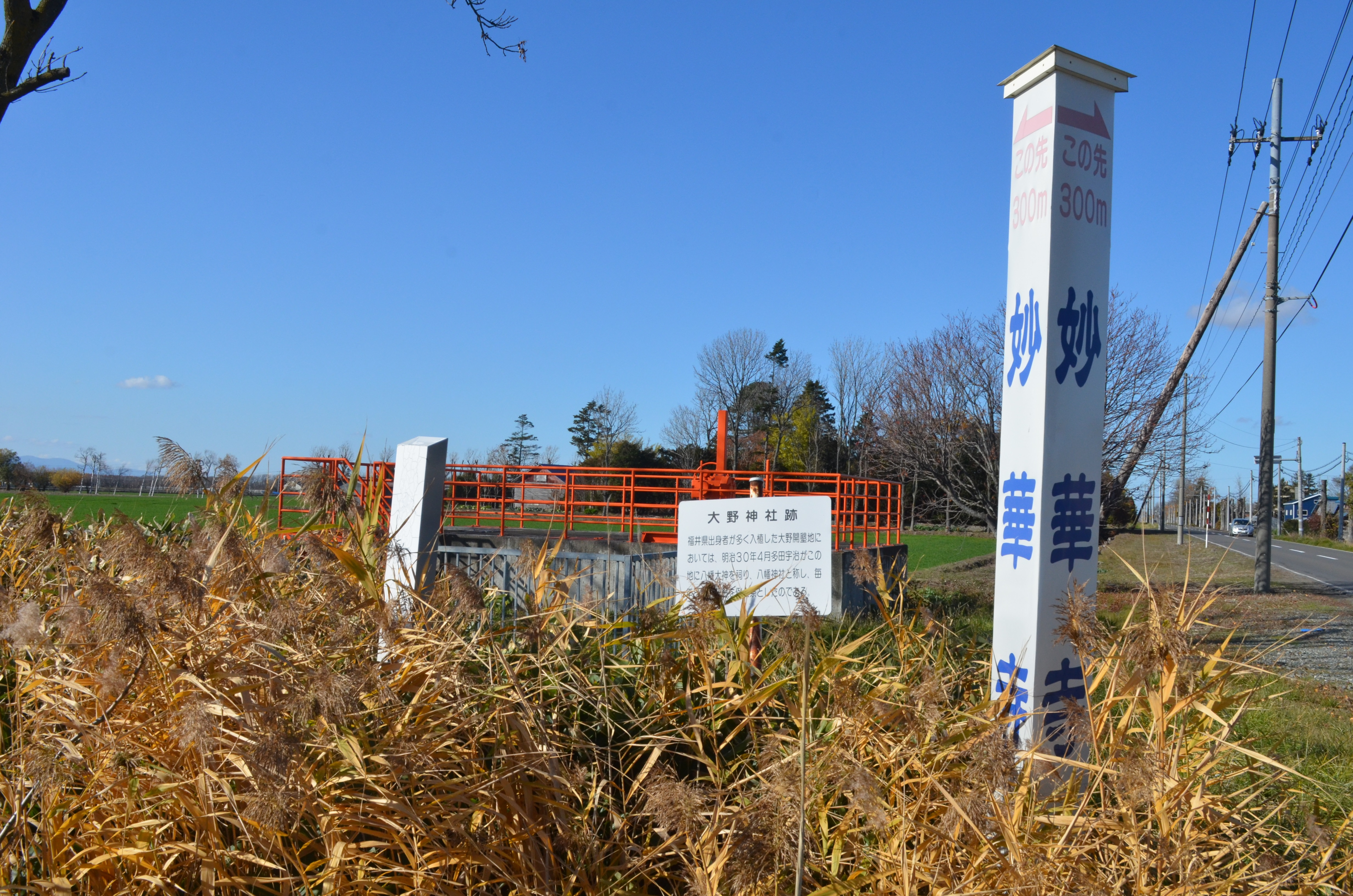
大野開墾地の神社跡

南幌町の前身である幌向村の開拓が始まった当初は、それぞれの部落で別個に神社を建立していた。
石川団地
1894年（明治27年）、団体長の石川邦光が、郷里の宮城県伊具郡角田町に鎮座する八幡大神の分霊を受け、移住地内の南16線西6番地に祠を建てて祀る。
1897年（明治30年）5月、前年に石川開墾地を譲り受けていた松井倉蔵が、新潟県西蒲原郡弥彦村の彌彦神社から分霊を受けて八幡神社に合祀することとし、氏子からの寄付を集めて社殿を改築した。
三重団体
1894年（明治27年）9月15日、団体規約に基づき、南12線西4番地に伊勢神宮遥拝所を設置。
1896年（明治29年）9月、同地に祠を建立。
1897年（明治30年）9月17日、団体長の板垣贇夫が所有地を寄付し、伊勢神宮から天照大神の分霊を受けて、無願社の五十鈴神社を創建した。
1910年（明治43年）、社殿を改築。
1913年（大正2年）、神社創建願を内務大臣に提出するが、認可が下りなかった。
大野開墾地
1897年（明治30年）4月、多田宇市が南15線西11番地に八幡大神を祀り、八幡神社と称した。
晩翠地域
1895年（明治28年）6月15日、垂水幸五郎・林栄作・笹部甕雄・渡辺浜太郎らが発起人となって、南13線西17番地の白鳥沼堤塘地に、日本武尊を祭神とする白鳥神社を創建する。
1896年（明治29年）、垂水は故郷の彫刻師である音五郎に依頼し、祭神の像を造って安置する。
1900年（明治33年）、笹部が熱田神宮からの分霊を受けて合祀する。
- 大野開墾地の神社跡

### 幌向神社の創立
1909年（明治42年）春、本間藤市・谷川又治・水野太平・石川三右ェ門らが発起総代人となり、無格社の幌向神社を創立することとした。翌1910年（明治43年）8月29日に神社創建願を提出し、石川部落の八幡神社を昇格させる形で、11月16日に認可が下りた。
1918年（大正7年）9月の暴風雨により、もともと腐朽が進んでいた幌向神社の社殿は甚大な被害を受け、倒壊寸前にまで至った。そして、各部落の無願社もまた同様に、腐朽甚だしい状況であった。当時の空知支庁長の稲見貞蔵は、各部落の神社を合祀して「一村一社」とする説を述べたが、各神社の氏子たちは別々の出身地から来ており、風俗習慣も異なっていたため、話をまとめるには相当の困難が伴った。しかし最終的には、幌向神社を村の中心に移転し、村内の各神社を合祀することで意見の一致を見た。
1919年（大正8年）10月31日、南15線西8番地に新築の社殿が竣工した。1920年（大正9年）8月に村社へと昇格し、同年10月22日には神饌幣帛料供進社に指定された。
1932年（昭和7年）1月、社務所が建てられる。

### 戦後
1946年（昭和21年）、社格が廃され、宗教法人法に基づく神社となる。
1959年（昭和34年）9月10日に新社殿が竣工し、13日に遷宮式が行われた。
1961年（昭和36年）、経費の都合がつかずに先送りされていた社務所の改築が、氏子からの寄付金で実現した。
1963年（昭和38年）、前年に幌向村が南幌町となったことを受けて、神社の名称も南幌神社と改められた。

## ギャラリー

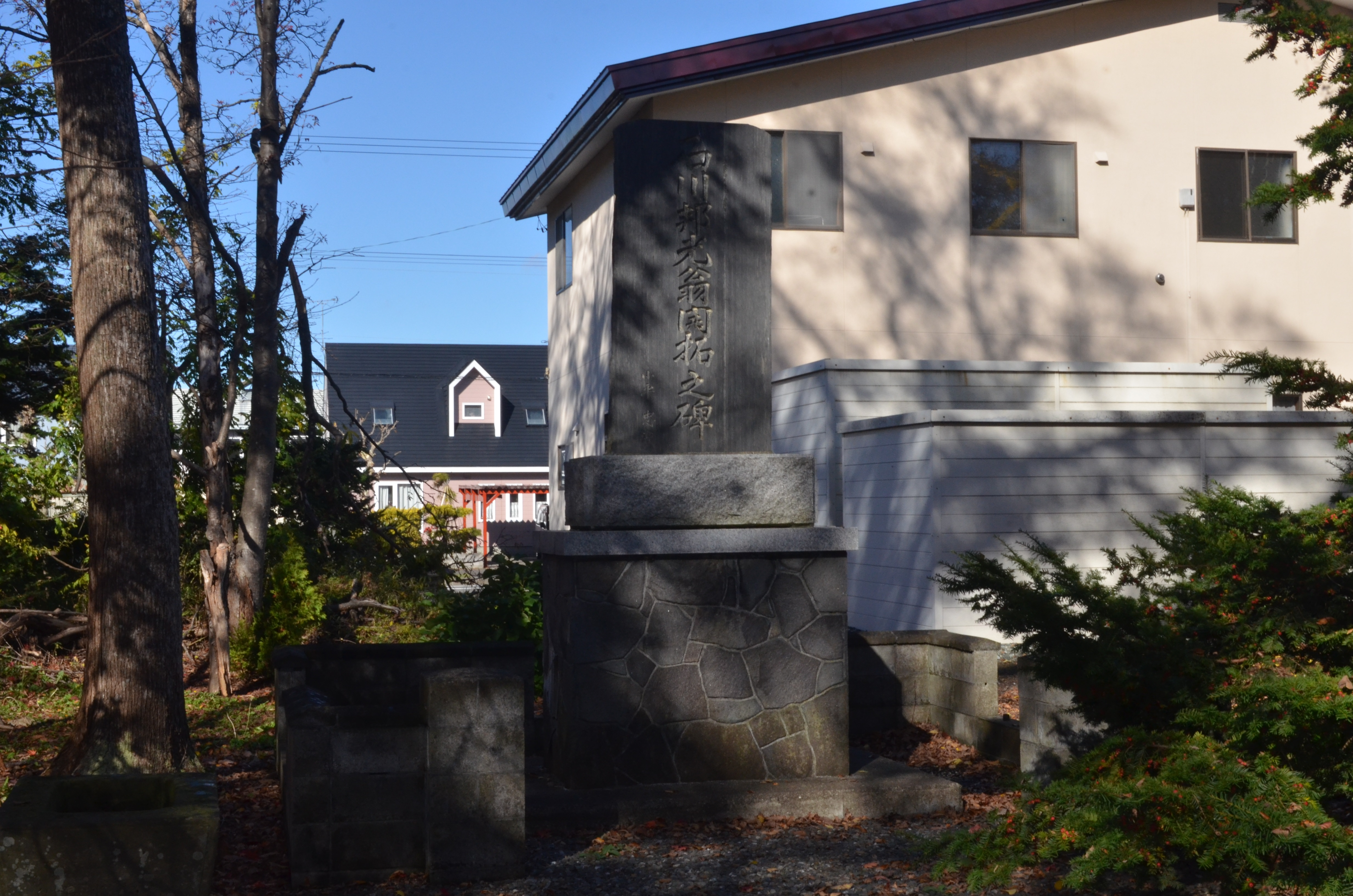
石川邦光翁開拓之碑
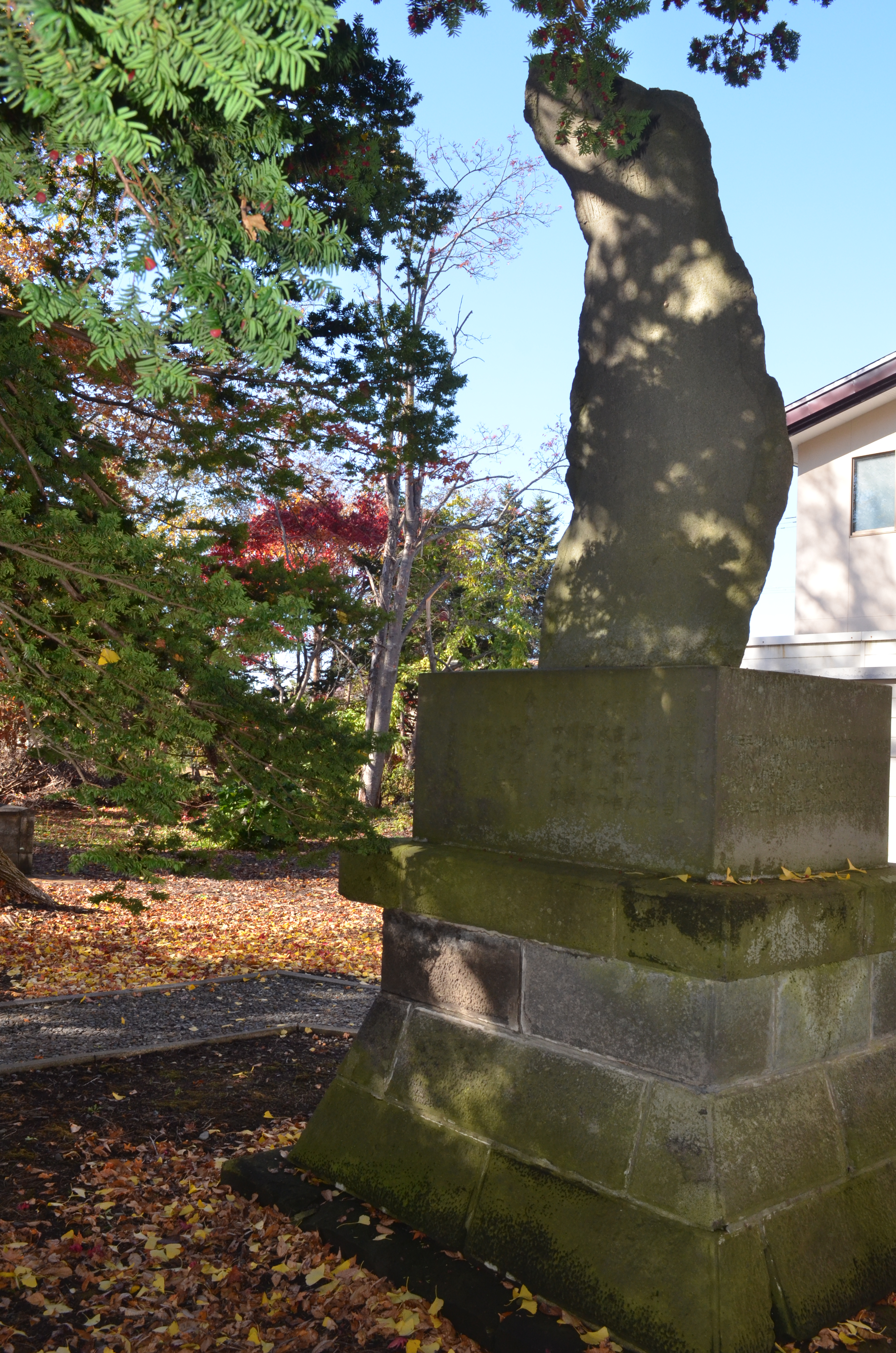
幌向村「開拓紀念碑」
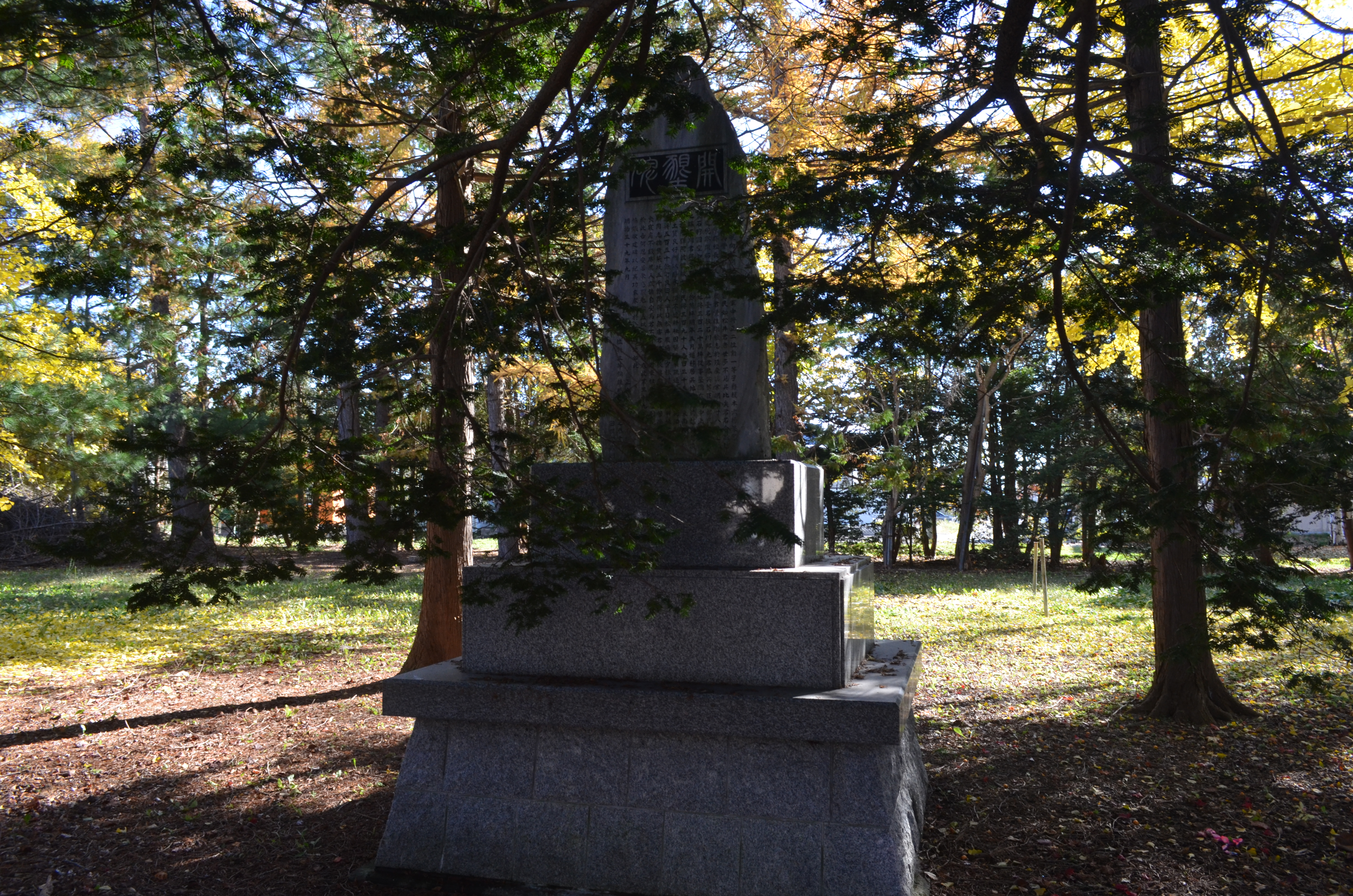
幌向村「開墾碑」